# Camaridium strumatum
Camaridium strumatum är en orkidéart som först beskrevs av Endres och Heinrich Gustav Reichenbach, och fick sitt nu gällande namn av Mario Alberto Blanco. Camaridium strumatum ingår i släktet Camaridium och familjen orkidéer. Inga underarter finns listade i Catalogue of Life.

## Bildgalleri

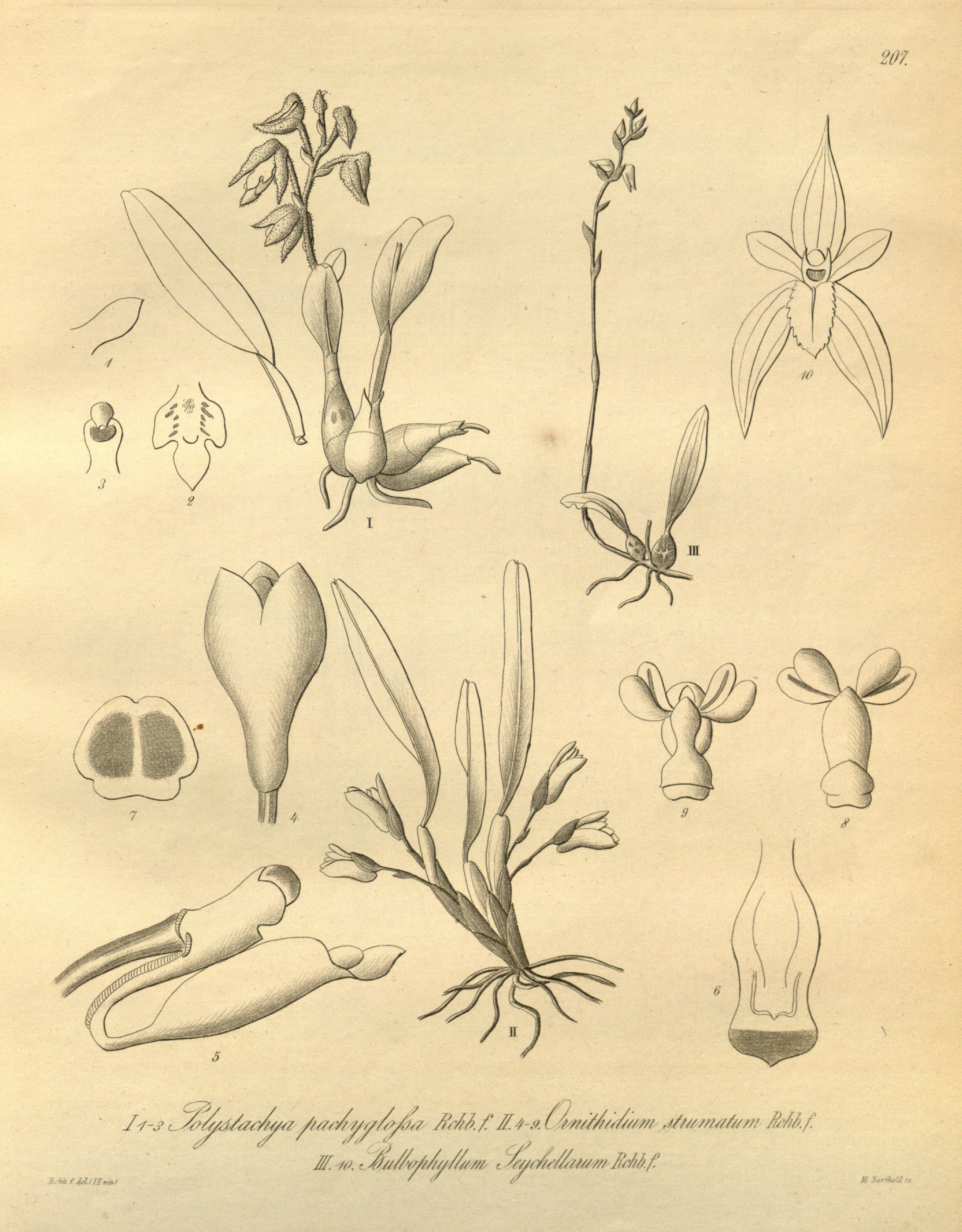